# Challenger de Playford 2024
El torneo City of Playford Tennis International 2024 fue un torneo de tenis perteneció al ATP Challenger Tour 2024 en la categoría Challenger 75. Se trató de la 6ª edición; el torneo tuvo lugar en la ciudad de Playford (Australia), desde el 21 hasta el 27 de octubre de 2024 sobre pista dura al aire libre.

## Jugadores participantes del cuadro de individuales
| Preclasificado | País                 | Jugador            | Rank1 | Posición en el torneo |
| 1              | Bandera de Australia | Rinky Hijikata     | 79    | CAMPEÓN               |
| 2              | Bandera de Australia | Thanasi Kokkinakis | 83    | Baja                  |
| 3              | Bandera de Japón     | Shintaro Mochizuki | 148   | Cuartos de final      |
| 4              | Bandera de Australia | Tristan Schoolkate | 174   | Cuartos de final      |
| 5              | Bandera de Australia | Alex Bolt          | 178   | Baja                  |
| 6              | Bandera de Australia | Li Tu              | 181   | Cuartos de final      |
| 7              | Bandera de Australia | Omar Jasika        | 191   | Cuartos de final      |
| 8              | Bandera de Australia | Marc Polmans       | 247   | Semifinales           |

- 1 Se ha tomado en cuenta el ranking del 14 de octubre de 2024.

### Otros participantes
Los siguientes jugadores recibieron una invitación (wild card), por lo tanto ingresan directamente al cuadro principal (WC):
- Moerani Bouzige
- Jake Delaney
- Edward Winter

Los siguientes jugadores ingresan al cuadro principal tras disputar el cuadro clasificatorio (Q):
- Emile Hudd
- Taisei Ichikawa
- Pavle Marinkov
- Ryuki Matsuda
- Colin Sinclair
- Zura Tkemaladze

## Campeones

### Individual Masculino
- Rinky Hijikata derrotó en la final a  Yuta Shimizu por 6–4, 7–6(4)

### Dobles Masculino
- Blake Ellis /  Thomas Fancutt derrotaron en la final a  Jake Delaney /  Jesse Delaney por 6–1, 5–7, [10–5]